# شجاع أباد (شيرنغ)
شجاع أباد (بالفارسية: شجاع‌آباد) هي قرية تقع في إيران في قسم شیرنغ الریفي. يقدر عدد سكانها بـ 374 نسمة .